# Sanahinski most
Sanahinski most je kamnit ločni most iz konca 12. stoletja preko reke Debed v kraju Alaverdi v severni armenski provinci Lori . Je najstarejši ohranjen most v Armeniji, je Unescova svetovna dediščina in je ena izmed turističnih znamenitosti regije Tumanjan.

## Zgodovina
Po tradiciji je krščansko kraljestvo Lori od leta 979 do 1118 v današnji severni Armeniji obstajalo kot neodvisna država na Kavkazu, nato je postalo del kraljevine Gruzije. Vendar so nasledniki vladarjev iz rodbine Kjurikiden še naprej držali kraljev naslov. Kraljica Wanenin je v skladu z napisom na hačkarju v bližini na rečnem bregu od žalosti zaradi smrti svojega pokojnega moža, kralja Abasa II., leta 1192 naročila gradnjo mostu pod samostanom Sanahin. Dar samostanu naj bi povečal ugled pokojnega kralja in ustanovitelja.

## Opis
Struktura je bila zgrajena iz bazalta in stoji na ozki točki v do 500 metrov globokem kanjonu divje se gorske reke Debed med Tumaniansko cesto na severu in jugu do Alacerdija, ki prečka hitro cesto M6. Most, nameščen na štrlečem skalnem obrobju, ima razpon le 18 metrov. Nasprotni breg tvori strmo kamnito pobočje, ki sega vse do reke. Gradbeniki so morali nadomestiti gradnjo mostu in višinsko razliko med obema obalama, zato so neprevoznem mostu zagotovili številne stopnice, ki se neopazno prilegajo stopnicam druge stranske obale.
Most velja za arhitekturno mojstrovino in ima trdno kamnoseško zidavo, ki kaže malo sledi obrabe v zadnjih 800 letih. Za okrasitev mostu so bile parapetne stene okrašene s stiliziranimi levi. Takoj za mostom se začne vzpon do samostana Sanahin, po katerem se most tudi imenuje.

## Svetovna dediščina
Sanahinski most, skupaj s samostanom Sanahin, je bil na 24. seji odbora za svetovno dediščino leta 2000 dodan na seznam svetovne dediščine kot razširitev obstoječega območja svetovne dediščine, ki se od takrat imenuje »samostana Hagpat in Sanahin«.